# Rebecca Latimer Felton
Rebecca Latimer Felton (ur. 10 czerwca 1835 w Decatur, zm. 24 stycznia 1930 w Atlancie) – amerykańska pisarka, nauczycielka, polityczka. Była pierwszą kobietą w historii Stanów Zjednoczonych, która pełniła urząd senatora.

## Życiorys

### Młodość, edukacja i praca zawodowa
Rebecca Ann Latimer przyszła na świat w Decatur w południowym stanie Georgia. Naukę elementarną pobierała w szkole publicznej, po czym ukończyła studia na Madison Female College w roku 1852. Dwa lata później przeprowadziła się do Bartow County, gdzie podjęła pracę nauczycielki. W owym czasie zajmowała się też pisarstwem i interesowała sprawami publicznymi i reformami. Głównymi przedmiotami jej zainteresowań były: rolnictwo, równouprawnienie kobiet i ruch antyalkoholowy oraz, w znacznie mniejszym stopniu, segregacja rasowa.

### Kariera polityczna
Podczas wyborów roku 1922 gubernator Georgii Thomas W. Hardwic kandydował na stanowisko senatora, o które zamierzał walczyć w przedterminowych wyborach po śmierci dotychczas zajmującego to stanowisku Thomasa E. Watsona. Ale nominację dominującej wówczas na południu Partii Demokratycznej zdobył Walter F. George.
George nakłonił, nie bez poparcia społeczności kobiet amerykańskich, gubernatora, aby senatorem na jeden dzień mianował (gubernatorowi przysługuje takie prawo w wypadku wakatu na czas do zaprzysiężenia nowo wybranego senatora) panią Felton. Rebecca Felton została zaprzysiężona na pierwszą w historii kobietę-senatora 22 listopada 1922 r., jako demokratka, po czym ustąpiła na rzecz George’a następnego dnia.

## Życie prywatne
Jej mąż, William Harrell Felton, był duchownym i biznesmenem działającym w branży rolniczej. Rebecca Felton była jego osobistą sekretarką w okresie, gdy zasiadał w Izbie Reprezentantów (w latach 1875–1881) oraz w stanowej izbie niższej (1884–1890).